# Flens IF
Flens IF är en idrottsförening från Flen i Södermanland grundad 1919. 1958 startade de sin verksamhet inom ishockeyn. Första seniorlaget var i seriespel 1959 och året därpå vann man Division IV. Redan till säsongen 1963/1964 hade man tagit sig till andradivisionen genom att vinna alla matcher i Division III Norra Sydsvenska säsongen före. Första säsongen i Division II gick inte så bra och man flyttades direkt tillbaka till trean som man återigen vann och på sätt återkom till tvåan. Denna gång varade det i tre säsonger. Framgångsrikast var man 1966/1967 då man nådde en åttondeplats.
Föreningen har också en fotbollssektion som fortfarande är verksam. 1981 var man nära att nå kvalserien till Allsvenskan. 2006 slogs fotbollen samman med Flens Södra IK till Flens IF Södra.